# Vòng loại Giải vô địch bóng đá thế giới 2014 – Khu vực châu Á (Vòng 4)
Các trận đấu thuộc vòng thứ tư của vòng loại Giải vô địch bóng đá thế giới 2014 khu vực châu Á diễn ra từ ngày 3 tháng 6 năm 2012 đến ngày 18 tháng 6 năm 2013.

## Thể thức
10 đội tuyển giành quyền tham dự từ vòng 3 (5 đội nhất bảng và 5 đội nhì bảng) được chia thành hai bảng, mỗi bảng gồm 5 đội. Cũng giống như vòng trước, các đội trong mỗi bảng thi đấu với nhau theo thể thức vòng tròn hai lượt tính điểm trên sân nhà và sân khách. Hai đội đứng đầu mỗi bảng sẽ trực tiếp giành quyền tham dự Giải vô địch bóng đá thế giới 2014, còn hai đội xếp thứ ba của hai bảng sẽ đi tiếp vào vòng 5.

## Các đội tuyển giành quyền tham dự
Mười đội tuyển tham dự vòng loại thứ tư ở dưới đây đã kết thúc vòng ba ở vị trí nhất hoặc nhì bảng tương ứng của mình.
| Bảng (Vòng 3) | Đội nhất bảng | Đội nhì bảng |
| ------------- | ------------- | ------------ |
| A             | Iraq          | Jordan       |
| B             | Hàn Quốc      | Liban        |
| C             | Uzbekistan    | Nhật Bản     |
| D             | Úc            | Oman         |
| E             | Iran          | Qatar        |

## Bốc thăm
Lễ bốc thăm chia bảng cho vòng loại thứ tư được tổ chức vào ngày 9 tháng 3 năm 2012 tại trụ sở AFC ở Kuala Lumpur, Malaysia.
Hạt giống của các đội tuyển được xác định dựa trên bảng xếp hạng FIFA công bố vào ngày 7 tháng 3 năm 2012 (thứ hạng của các đội tuyển được hiển thị trong ngoặc đơn ở bên dưới), bao gồm tất cả các trận đấu từ vòng thứ ba của vòng loại World Cup 2014 khu vực châu Á. Mỗi bảng bao gồm một đội từ mỗi nhóm hạt giống thuộc năm nhóm khác nhau, với mỗi nhóm chứa hai đội.
| Nhóm 1                  | Nhóm 2                    | Nhóm 3                      | Nhóm 4                   | Nhóm 5                  |
| ----------------------- | ------------------------- | --------------------------- | ------------------------ | ----------------------- |
| Úc (20) · Hàn Quốc (30) | Nhật Bản (33) · Iran (51) | Uzbekistan (67) · Iraq (76) | Jordan (83) · Qatar (88) | Oman (92) · Liban (124) |

## Lịch thi đấu
Tất cả các trận đấu diễn ra từ ngày 3 tháng 6 năm 2012 đến ngày 18 tháng 6 năm 2013.
Do ngày thi đấu cuối cùng chồng lấn với Cúp Liên đoàn các châu lục 2013 (khởi tranh vào ngày 15 tháng 6 năm 2013), việc bốc thăm cho vòng 4 đã được điều chỉnh để đảm bảo Nhật Bản (đại diện của AFC tại Cúp Liên đoàn) được nghỉ thi đấu vào ngày 18 tháng 6 năm 2013, bằng cách đặt họ vào vị trí số 5 (thay vì vị trí số 2 mà Nhật Bản mặc định được xếp tại thời điểm bốc thăm) trong bảng đấu để không phải thi đấu ở lượt trận cuối cùng.
| Lượt đấu    | Ngày                 |
| ----------- | -------------------- |
| Lượt đấu 1  | 3 tháng 6 năm 2012   |
| Lượt đấu 2  | 8 tháng 6 năm 2012   |
| Lượt đấu 3  | 12 tháng 6 năm 2012  |
| Lượt đấu 4  | 11 tháng 9 năm 2012  |
| Lượt đấu 5  | 16 tháng 10 năm 2012 |
| Lượt đấu 6  | 14 tháng 11 năm 2012 |
| Lượt đấu 7  | 26 tháng 3 năm 2013  |
| Lượt đấu 8  | 4 tháng 6 năm 2013   |
| Lượt đấu 9  | 11 tháng 6 năm 2013  |
| Lượt đấu 10 | 18 tháng 6 năm 2013  |

## Các bảng đấu

### Bảng A
| VT | Đội        | ST | T | H | B | BT | BB | HS | Đ  | Giành quyền tham dự |     |     |     |     |     |     |
| -- | ---------- | -- | - | - | - | -- | -- | -- | -- | ------------------- | --- | --- | --- | --- | --- | --- |
| 1  | Iran       | 8  | 5 | 1 | 2 | 8  | 2  | +6 | 16 | FIFA World Cup 2014 |     |     | 1–0 | 0–1 | 0–0 | 4–0 |
| 2  | Hàn Quốc   | 8  | 4 | 2 | 2 | 13 | 7  | +6 | 14 | FIFA World Cup 2014 |     | 0–1 |     | 1–0 | 2–1 | 3–0 |
| 3  | Uzbekistan | 8  | 4 | 2 | 2 | 11 | 6  | +5 | 14 | Vòng 5              |     | 0–1 | 2–2 |     | 5–1 | 1–0 |
| 4  | Qatar      | 8  | 2 | 1 | 5 | 5  | 13 | −8 | 7  |                     |     | 0–1 | 1–4 | 0–1 |     | 1–0 |
| 5  | Liban      | 8  | 1 | 2 | 5 | 3  | 12 | −9 | 5  |                     | 1–0 | 1–1 | 1–1 | 0–1 |     |     |

| Uzbekistan | 0–1      | Iran             |
| ---------- | -------- | ---------------- |
|            | Chi tiết | Khalatbari 90+3' |

| Liban | 0–1      | Qatar     |
| ----- | -------- | --------- |
|       | Chi tiết | Soria 64' |

| Liban        | 1–1      | Uzbekistan  |
| ------------ | -------- | ----------- |
| Al Saadi 34' | Chi tiết | Hasanov 12' |

| Qatar     | 1–4      | Hàn Quốc                                                    |
| --------- | -------- | ----------------------------------------------------------- |
| Ahmed 22' | Chi tiết | Lee Keun-Ho 26', 80' · Kwak Tae-Hwi 55' · Kim Shin-Wook 64' |

| Hàn Quốc                                 | 3–0      | Liban |
| ---------------------------------------- | -------- | ----- |
| Kim Bo-Kyung 30', 48' · Koo Ja-Cheol 90' | Chi tiết |       |

| Iran | 0–0      | Qatar |
| ---- | -------- | ----- |
|      | Chi tiết |       |

| Uzbekistan                              | 2–2      | Hàn Quốc                                  |
| --------------------------------------- | -------- | ----------------------------------------- |
| Ki Sung-Yueng 13' (l.n.) · Tursunov 59' | Chi tiết | Filiposyan 44' (l.n.) · Lee Dong-Gook 57' |

| Liban     | 1–0      | Iran |
| --------- | -------- | ---- |
| Antar 27' | Chi tiết |      |

| Qatar | 0–1      | Uzbekistan   |
| ----- | -------- | ------------ |
|       | Chi tiết | Tursunov 13' |

| Iran         | 1–0      | Hàn Quốc |
| ------------ | -------- | -------- |
| Nekounam 76' | Chi tiết |          |

| Qatar     | 1–0      | Liban |
| --------- | -------- | ----- |
| Soria 75' | Chi tiết |       |

| Iran | 0–1      | Uzbekistan  |
| ---- | -------- | ----------- |
|      | Chi tiết | Bakayev 71' |

| Hàn Quốc                              | 2–1      | Qatar       |
| ------------------------------------- | -------- | ----------- |
| Lee Keun-Ho 60' · Son Heung-Min 90+6' | Chi tiết | Ibrahim 63' |

| Uzbekistan   | 1–0      | Liban |
| ------------ | -------- | ----- |
| Djeparov 63' | Chi tiết |       |

| Qatar | 0–1      | Iran               |
| ----- | -------- | ------------------ |
|       | Chi tiết | Ghoochannejhad 66' |

| Liban       | 1–1    | Hàn Quốc          |
| ----------- | ------ | ----------------- |
| Maatouk 12' | Report | Kim Chi-Woo 90+6' |

| Hàn Quốc                | 1–0      | Uzbekistan |
| ----------------------- | -------- | ---------- |
| Shorakhmedov 43' (l.n.) | Chi tiết |            |

| Iran                                                      | 4–0      | Liban |
| --------------------------------------------------------- | -------- | ----- |
| Khalatbari 39' · Nekounam 45+1', 86' · Ghoochannejhad 46' | Chi tiết |       |

| Hàn Quốc | 0–1      | Iran               |
| -------- | -------- | ------------------ |
|          | Chi tiết | Ghoochannejhad 60' |

| Uzbekistan                                                  | 5–1      | Qatar     |
| ----------------------------------------------------------- | -------- | --------- |
| Nasimov 60', 74' · Zoteev 72' · Ahmedov 87' · Bakayev 90+1' | Chi tiết | Ilyas 37' |

### Bảng B
| VT | Đội      | ST | T | H | B | BT | BB | HS  | Đ  | Giành quyền tham dự |     |     |     |     |     |     |
| -- | -------- | -- | - | - | - | -- | -- | --- | -- | ------------------- | --- | --- | --- | --- | --- | --- |
| 1  | Nhật Bản | 8  | 5 | 2 | 1 | 16 | 5  | +11 | 17 | FIFA World Cup 2014 |     |     | 1–1 | 6–0 | 3–0 | 1–0 |
| 2  | Úc       | 8  | 3 | 4 | 1 | 12 | 7  | +5  | 13 | FIFA World Cup 2014 |     | 1–1 |     | 4–0 | 2–2 | 1–0 |
| 3  | Jordan   | 8  | 3 | 1 | 4 | 7  | 16 | −9  | 10 | Vòng 5              |     | 2–1 | 2–1 |     | 1–0 | 1–1 |
| 4  | Oman     | 8  | 2 | 3 | 3 | 7  | 10 | −3  | 9  |                     |     | 1–2 | 0–0 | 2–1 |     | 1–0 |
| 5  | Iraq     | 8  | 1 | 2 | 5 | 4  | 8  | −4  | 5  |                     | 0–1 | 1–2 | 1–0 | 1–1 |     |     |

| Nhật Bản                            | 3–0      | Oman |
| ----------------------------------- | -------- | ---- |
| Honda 11' · Maeda 51' · Okazaki 54' | Chi tiết |      |

| Jordan    | 1–1      | Iraq      |
| --------- | -------- | --------- |
| Hayel 43' | Chi tiết | Akram 14' |

| Nhật Bản                                                            | 6–0      | Jordan |
| ------------------------------------------------------------------- | -------- | ------ |
| Maeda 18' · Honda 22', 31', 53' (ph.đ.) · Kagawa 35' · Kurihara 89' | Chi tiết |        |

| Oman | 0–0      | Úc |
| ---- | -------- | -- |
|      | Chi tiết |    |

| Úc                    | 1–1      | Nhật Bản     |
| --------------------- | -------- | ------------ |
| Wilkshire 70' (ph.đ.) | Chi tiết | Kurihara 65' |

| Iraq                | 1–1      | Oman          |
| ------------------- | -------- | ------------- |
| Mahmoud 37' (ph.đ.) | Chi tiết | Al Balushi 8' |

| Nhật Bản  | 1–0      | Iraq |
| --------- | -------- | ---- |
| Maeda 25' | Chi tiết |      |

| Jordan                                   | 2–1      | Úc           |
| ---------------------------------------- | -------- | ------------ |
| Abdel-Fattah 50' (ph.đ.) · Amer Deeb 73' | Chi tiết | Thompson 86' |

| Oman                            | 2–1      | Jordan    |
| ------------------------------- | -------- | --------- |
| Al Mahaijri 62' · Al-Mashri 87' | Chi tiết | Bawab 90' |

| Iraq            | 1–2      | Úc                        |
| --------------- | -------- | ------------------------- |
| Abdul-Zahra 72' | Chi tiết | Cahill 80' · Thompson 84' |

| Oman            | 1–2      | Nhật Bản                   |
| --------------- | -------- | -------------------------- |
| Al Mahaijri 77' | Chi tiết | Kiyotake 20' · Okazaki 90' |

| Iraq      | 1–0      | Jordan |
| --------- | -------- | ------ |
| Ahmad 86' | Chi tiết |        |

| Úc                      | 2–2      | Oman                               |
| ----------------------- | -------- | ---------------------------------- |
| Cahill 52' · Holman 85' | Chi tiết | Al-Muqbali 7' · Jedinak 49' (l.n.) |

| Jordan                        | 2–1      | Nhật Bản   |
| ----------------------------- | -------- | ---------- |
| Bani Attiah 45+1' · Hayel 60' | Chi tiết | Kagawa 69' |

| Nhật Bản            | 1–1      | Úc      |
| ------------------- | -------- | ------- |
| Honda 90+1' (ph.đ.) | Chi tiết | Oar 81' |

| Oman          | 1–0      | Iraq |
| ------------- | -------- | ---- |
| Al Ajmi 45+4' | Chi tiết |      |

| Úc                                                 | 4–0      | Jordan |
| -------------------------------------------------- | -------- | ------ |
| Bresciano 15' · Cahill 61' · Kruse 76' · Neill 84' | Chi tiết |        |

| Iraq | 0–1      | Nhật Bản    |
| ---- | -------- | ----------- |
|      | Chi tiết | Okazaki 89' |

| Úc          | 1–0      | Iraq |
| ----------- | -------- | ---- |
| Kennedy 83' | Chi tiết |      |

| Jordan    | 1–0      | Oman |
| --------- | -------- | ---- |
| Hayel 57' | Chi tiết |      |

## Cầu thủ ghi bàn
Đã có 86 bàn thắng ghi được trong 40 trận đấu, trung bình 2.15 bàn thắng mỗi trận đấu.
5 bàn thắng
- Honda Keisuke

3 bàn thắng
- Tim Cahill
- Javad Nekounam
- Reza Ghoochannejhad
- Maeda Ryoichi
- Okazaki Shinji
- Lee Keun-Ho
- Ahmad Hayel

2 bàn thắng
- Archie Thompson
- Mohammad Reza Khalatbari
- Kagawa Shinji
- Kurihara Yuzo
- Ahmed Mubarak Al Mahaijri
- Sebastián Soria
- Kim Bo-Kyung
- Ulugbek Bakayev
- Bahodir Nasimov
- Sanzhar Tursunov

1 bàn thắng
- Mark Bresciano
- Brett Holman
- Joshua Kennedy
- Robbie Kruse
- Lucas Neill
- Tommy Oar
- Luke Wilkshire
- Alaa Abdul-Zahra
- Hammadi Ahmad
- Nashat Akram
- Younis Mahmoud
- Kiyotake Hiroshi
- Hassan Abdel-Fattah
- Khalil Bani Attiah
- Tha'er Bawab
- Amer Deeb
- Ali Al Saadi
- Hassan Maatouk
- Roda Antar
- Ismail Al Ajmi
- Mohammed Al Balushi
- Abdulaziz Al-Muqbali
- Juma Darwish Al-Mashri
- Yusef Ahmed
- Khalfan Ibrahim
- Abdulgadir Ilyas Bakur
- Kim Chi-Woo
- Kim Shin-Wook
- Koo Ja-Cheol
- Kwak Tae-Hwi
- Lee Dong-Gook
- Son Heung-Min
- Odil Ahmedov
- Server Djeparov
- Jasur Hasanov
- Oleg Zoteev

1 bàn phản lưới nhà
- Mile Jedinak (trong trận gặp Oman)
- Akmal Shorakhmedov (trong trận gặp Hàn Quốc)
- Ki Sung-Yueng (trong trận gặp Uzbekistan)
- Artyom Filiposyan (trong trận gặp Hàn Quốc)